# Зільс-Марія
«Зільс-Марія» (фр. Sils Maria; англомовна назва: Хмари Зільс-Марії англ. Clouds of Sils Maria) — фільм-драма, поставлений у 2014 році режисером Олів'є Ассаясом з Жульєт Бінош та Крістен Стюарт у головних ролях. Фільм брав участь в основній конкурсній програмі 67-го Каннського кінофестивалю, де претендував на Золоту пальмову гілку. Фільм високо оцінили глядачі та критика, він отримав цілу низку фестивальних та інших номінацій та кінонагород. 

## Синопсис
У вісімнадцять років Марія Ендерс (Жульєт Бінош) успішно дебютувала у скандальній п'єсі «Змія Малої». Вона виконала роль Зігрід, амбіційної, надзвичайно харизматичної дівчини, яка спочатку зачарувала, а потім довела до самогубства дорослу жінку, на ім'я Олена. Ця роль змінила її життя. Понад двадцять років потому, на вершині слави, Марію запрошують до Цюриха на церемонію вручення престижної нагороди від імені автора і режисера Вільгельма Мельхіора, якому вона зобов'язана своїм раннім визнанням. Нині він живе відлюдником у швейцарському селі Зільс-Марія. Але його неочікувана смерть за декілька годин до церемонії занурює Марію Ендерс у вихор часу, минуле, яке ніколи не спить і повертається. До того ж Марія засмучена розлученням, яке позбавило її емоційного якоря надії. Тепер єдина людина, з якою вона розмовляє, її асистентка Валентина (Крістен Стюарт).
У цей непростий для Марії час молодий режисер пропонує їй взяти участь у новій постановці «Змії Малої», але цього разу зіграти Олену. Старіючій зірці належить зіткнутися віч-на-віч з часом, який не стоїть на місці, і зі своїм минулим, яке вона відмовляється відпускати. Щоб здолати душевне спустошення і зібратися з силами, Марія разом з Валентиною вирушає на репетиції до села Зільс-Марія у віддалений район Альпійських гір.
Реальну загрозу для Марії представляє Джо-Енн Елліс (Хлоя Грейс Морец) — голлівудська старлетка зі скандальною репутацією, яка повинна зіграти Зігрід. Вона стане для Марії одночасно і конкуренткою, і дзеркалом, в якому відбивається її юність…

## У ролях
| Жульєт Бінош     | ···· | Марія Ендерс     |
| Крістен Стюарт   | ···· | Валентина        |
| Хлоя Грейс Морец | ···· | Джо-Енн Елліс    |
| Джонні Флінн     | ···· | Крістофер Джайлз |
| Ларс Айдінгер    | ···· | Клаус Дістервег  |
| Ганнс Зішлер     | ···· | Генрік Вальд     |
| Бреді Корбет     | ···· | Пірс Роальдсон   |
| Ангела Вінклер   | ···· | Роза Мельхіор    |

## Виробництво
Основні зйомки фільму проходили з середини серпня по жовтень 2013 року. Зйомкам фільму сприяв будинок мод Шанель (Олів'є Ассаяс: «У „Зільс-Марії“ ми не ставили собі за мету налагодити співпрацю з тим чи іншим будинком мод. Просто образ головної героїні вимагає, щоб вона постійно одягала розкішний одяг. Для неї це повсякденність. Адже добре виглядати — обов'язкова умова її життя. І коли компанія Шанель дізналася про цей фільм, то вони внесли свою незначну медіалепту»).
Прем'єра у Каннах відбулася 23 травня 2014 року.

## Визнання
Крістен Стюарт стала першою в історії кінопремії «Сезар» американською акторкою, що отримала номінацію за найкращу роль другого плану.
| Нагороди та номінації фільму «Зільс-Марія» | Нагороди та номінації фільму «Зільс-Марія» | Нагороди та номінації фільму «Зільс-Марія» | Нагороди та номінації фільму «Зільс-Марія» | Нагороди та номінації фільму «Зільс-Марія» | Нагороди та номінації фільму «Зільс-Марія» |
| Рік                                        | Нагорода                                   | Категорія                                  | Номінант                                   | Результат                                  |                                            |
| ------------------------------------------ | ------------------------------------------ | ------------------------------------------ | ------------------------------------------ | ------------------------------------------ | ------------------------------------------ |
| 2014                                       | Каннський кінофестиваль                    | Золота пальмова гілка                      | «Зільс-Марія»                              | Номінація                                  |                                            |
| 2014                                       | Чиказький міжнародний кінофестиваль        | Приз глядацьких симпатій                   | Олів'є Ассаяс                              | Номінація                                  |                                            |
| 2014                                       | Гавайський міжнародний кінофестиваль       | Найкращий фільм                            | «Зільс-Марія»                              | Номінація                                  |                                            |
| 2014                                       | Міжнародне товариство кіноманів            | Найкращий сценарій                         | Олів'є Ассаяс                              | Перемога                                   |                                            |
| 2014                                       | Міжнародне товариство кіноманів            | Найкраща акторка                           | Жульєт Бінош                               | Перемога                                   |                                            |
| 2014                                       | Міжнародне товариство кіноманів            | Найкращий фільм                            | «Зільс-Марія»                              | Перемога                                   |                                            |
| 2014                                       | Мюнхенський кінофестиваль                  | Найкращий міжнародний фільм                | «Зільс-Марія»                              | Номінація                                  |                                            |
| 2014                                       | Приз Луї Деллюка                           | Найкращий фільм                            | «Зільс-Марія»                              | Перемога                                   |                                            |
| 2015                                       | Премія «Люм'єр»                            | Найкраща акторка                           | Жульєт Бінош                               | Номінація                                  |                                            |
| 2015                                       | Премія «Сезар»                             | Найкращий фільм                            | «Зільс-Марія»                              | Номінація                                  |                                            |
| 2015                                       | Премія «Сезар»                             | Найкраща режисерська робота                | Олів'є Ассаяс                              | Номінація                                  |                                            |
| 2015                                       | Премія «Сезар»                             | Найкраща акторка                           | Жульєт Бінош                               | Номінація                                  |                                            |
| 2015                                       | Премія «Сезар»                             | Найкраща акторка другого плану             | Крістен Стюарт                             | Перемога                                   |                                            |
| 2015                                       | Премія «Сезар»                             | Найкращий сценарій                         | Олів'є Ассаяс                              | Номінація                                  |                                            |
| 2015                                       | Премія «Сезар»                             | Найкраща операторська робота               | Йорік Ле Со                                | Номінація                                  |                                            |
| 2015                                       | Спільнота кінокритиків Нью-Йорка           | Найкраща акторка другого плану             | Крістен Стюарт                             | Перемога                                   |                                            |